# Улащик Микола Миколайович
Улащик Микола Миколайович (14(01) лютого 1906, с. Віцковщина — 14 листопада 1986, Москва) — білоруський історик, доктор історичних наук.

## Життєпис
Народився в с. Віцковщина (нині село Мінської області, Білорусь). Працівник наукових установ у Мінську і Москві. Його наукова діяльність тричі переривалася засланнями та ув'язненнями: 1931—1934, 1941—1943, 1950—1955. Після першого арешту Улащика звинувачувано в налагоджуванні співпраці між прибічниками незалежності Білорусі та України.
Улащик — автор досліджень з історії білоруського, литовського та українського селянства, археографії цих народів, видавець білорусько-литовських літописів, які є важливим джерелом також з історії середньовічної України. Його статті про білоруську культуру і національно-визвольний рух містять цінні матеріали про зв'язки білоруських діячів з українськими.
Помер у м. Москва, похований у Мінську.